# Radikal 24
Das Radikal 24 mit der Bedeutung „zehn“ ist eines von den 23 traditionellen Radikalen der chinesischen Schrift, die mit zwei Strichen geschrieben werden.
Mit 17 Zeichenverbindungen in Mathews’ Chinese-English Dictionary kommt es relativ selten vor. Im Kangxi-Wörterbuch sind 55 Schriftzeichen unter diesem Radikal zu finden.
Als die ersten Zahlen noch mit horizontalen Strichen wiedergegeben wurden, schrieb man die Zahl „zehn“ mit einem senkrechten Strich. Später wurden dann die Zeichen „eins“ und „zehn“ zu einem Kreuz vereinigt.
Das Zeichen ist entfernt ähnlich dem Katakanazeichen ナ „na“.
In der so genannten Großschreibung zum Verhindern von Fälschungen, zum Beispiel auf Schecks oder Banknoten, wird die Ziffer zehn 拾 geschrieben.
Das Radikal 十 fungiert auch als Lautträger zum Beispiel in den folgenden Kurzzeichen:
什 (= was) und
汁 (= Saft).
Nicht so leicht auszumachen ist es als Radikal in 升(= steigen). Als Radikal kommt es in folgenden Zeichen vor:
| Zeichen | Erklärung |
| ------- | --------- |
| 南      | Süden     |
| 千      | tausend   |
| 卍      | Swastika  |

Emblem der Falun Gong

Unter diesem Radikal sind auch die beiden Swastika-Zeichen 卍 und 卐 zu finden. Im chinesischen Kulturraum stellt die Swastika innerhalb eines Kreises das Schriftzeichen für das Wort „Sonne“, ohne Kreis (chin. 卍, 卐, wàn) für Myriade (10.000, „Unendlichkeit“, eigentlich: chin. 万/萬). Dass das Zeichen im übertragenen Sinne auch Fruchtbarkeit bedeutet, ergibt sich daraus, dass es bei den verschiedenen Völkern auf Bildwerken der Zeugung und Fortpflanzung zu finden ist. Wenn es auf der Verpackung von in China hergestellten Lebensmitteln erscheint, bedeutet dies, dass diese rein vegetarisch hergestellt sind.
Auch das Emblem von Falun Gong, einer aus China stammenden Qi-Gong-Bewegung, enthält mehrere Swastika-Symbole. Es zeigt einen roten Kreis mit einem großen goldenen Swastika-Symbol (nach links abgewinkeltes = rechtsdrehendes Hakenkreuz), der von einem orangefarbenen Ring mit vier weiteren Swastika-Symbolen und vier Yin-Yang-Symbolen umschlossen wird.

## Schriftzeichenverbindungen, die vom Radikal 24 regiert werden
| Striche | Zeichen           |
| ------- | ----------------- |
| +0      | 十                |
| +01     | 卂 千 卄          |
| +02     | 丗 卅 卆 升 午    |
| +03     | 卉 半             |
| +04     | 卋 卌 卍 华 协 卐 |
| +06     | 卑 卒 卓 協 单 卖 |
| +07     | 南 単             |
| +09     | 卙                |
| +10     | 博                |
| +19     | 卛                |

 Im Unicodeblock Kangxi-Radikale ist das Radikal 24 unter der Codepointnummer 12.055 (U+2F17) codiert.